# Huntleys Point
Huntleys Point är en stadsdel i Sydney i Australien. Den ligger i kommunen Hunter's Hill och delstaten New South Wales, i den sydöstra delen av landet, nära centrala Sydney.